# مقاطعة كيلكيني
مقاطعة كيلكيني هي إحدى مقاطعات أيرلندا الستة والعشرين. واستمدت اسمها من مدينة كيلكيني.

## أعلام
- بنيامين ألكوك
- جون آيرلادند
- بات أونيل
- جيمس هوبان
- هاري باكستر

## روابط إضافية
- Kilkenny County Council Website
- Map of Kilkenny